# Crkva u Razićima
Crkva u Razićima bila je kršćanska crkva srednjovjekovne humske Komske župe. Podignuta je u 12. stoljeću u Razićima pored obale Neretve. Važnošću je bila ispred one na Biskupu gdje je bila obiteljska grobnica Sankovića. Pored crkve bilo je groblje. Na grobove su postavljani stećci. Zbog kriva tumačenja u 19. i 20. povjesničari i arheolozi su pripisivali bogumilima, no ta je teza srušena na prijelazu 20. u 21. stoljeće te crkva može biti samo od bosanskih krstjana ili katolička.